# Aroles
Aroles es una localidad española situada en la parroquia de Vega, dentro del municipio de Gijón, en la parte septentrional del Principado de Asturias.

## Demografía
Según el Instituto Nacional de Estadística de España, en el año 2023 Aroles contaba con 62 habitantes censados.